# تپه پشت‌تپ (باغ شایگان)
تپه پشت تپ (اردشیر قلعه _ باغ شایگان) مربوط به هزاره اول تا دوره ساسانیان است و در جنوب مهاباد واقع شده است. این تپه از قلعه های باستانی و تفریحی ساسانیان به ویژه اردشیر بابکان بوده است. در سال ۱۲۴۱ قمری این قلعه توسط اردشیربیگ مکری باریکان دوباره بازسازی و به اردشیر قلعه یا شیر قلعه نام گذاری شده و مرکز امارت مکری ها تعیین گردید. اردشیرقلعه در جنگ اول جهانی توسط روس ها به تمامی تخریب گردید. و این اثر در تاریخ ۱۶ دی ۱۳۴۵ با شمارهٔ ثبت ۶۰۹ به‌عنوان یکی از آثار ملی ایران به ثبت رسیده است.
این اثر در سالیان اخیر به دلیل تعریض خیابان تخریب شده است.